# 공포 조건화
공포 조건화(Fear conditioning)는 공포에 대한 학습과 기억 측정하기 적합한 동물 모델로 그 개념은 고전적 조건화와 같다.
흰쥐나 생쥐, 토끼와 같은 실험동물에게 소리나 빛과 같은 조건 자극(conditioned stimulus, CS)과 전기자극과 같은 위협적인 비조건 자극(unconditioned stimulus, US)을 동시에 주게 되면 시간이 흐른 후에 이전에 주었던 소리나 빛에 의해 전기자극에 의해 나타나던 반응이 전기자극없이도 나타나게 된다. 이러한 반응을 조건 반응(conditioned response, CR)이라고 한다. 즉, 공포 조건화에 의해 조건 자극과 비조건 자극간의 연합학습이 일어남으로서 조건 자극에 의해 조건 반응이 유도되는 것이다. 공포조건화에서는 조건 반응을 공포 반응이라고도 한다. 흰쥐에 있어서 대표적인 공포반응은 'freezing'과 자율신경계의 활성(혈압,맥박,호흡수의 증가 등) 등이 있다.

## 같이 보기
- 고전적 조건형성
- 눈깜박임 조건화
- 이반 파블로프

## 참고
1. ↑  Maren, S. 2001. Annual Reviews of Neuroscience. Neurobiology of pavlovian fear conditioning. vol. 24. pp897-931
2. ↑  LeDoux JE. 2000. Annual Reviews of Neuroscience. Emotional circuits in the brain. vol. 23. pp155-184.
3. ↑  Fanselow MS. 1984. Trends Neurosci. What is conditioned fear? vol. 7. pp460-462.